# Air Armenia

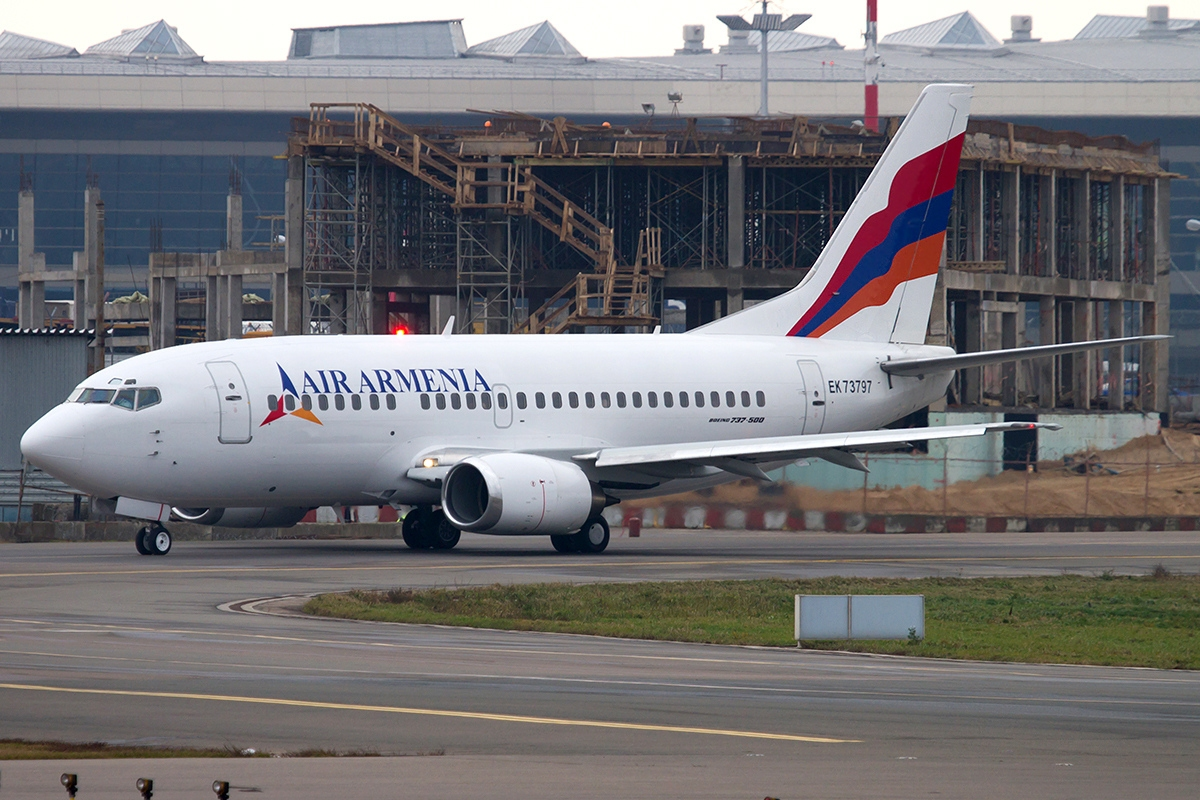
Boeing 737-505 Air Armenia

Air Armenia (Ейр Вірменія) — колишня вірменська авіакомпанія, що виконує вантажні та пасажирські перевезення в країни СНД і Європи. Штаб-квартира компанії знаходиться в Єревані. Порт приписки — міжнародний аеропорт Звартноц. Авіакомпанія була створена в 2003 році і почала свою діяльність 18 березня 2003 року, здійснюючи вантажні рейси. У липні 2013 року Головне управління цивільної авіації Вірменії надало авіакомпанії ліцензію на здійснення пасажирських польотів. Перший пасажирський рейс був здійснений 23 жовтня 2013 року. Припинила діяльність 29 жовтня 2014

## Пункти призначення
Станом на вересень 2014 року авіакомпанія виконує рейси в такі міста:

## Флот

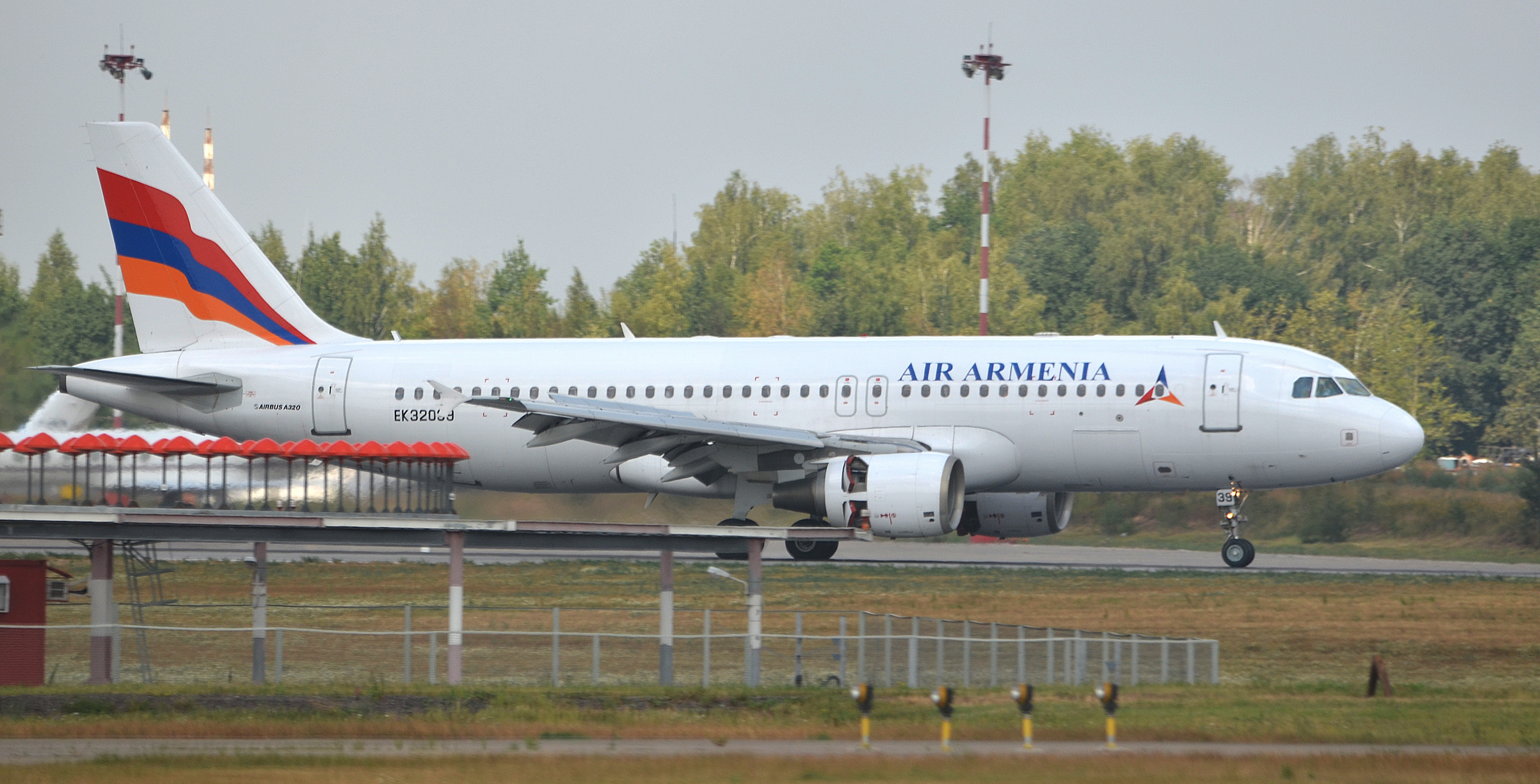
a320

Вантажний флот Air Armenia